# Словацкая национальная галерея
Слова́цкая национа́льная галере́я (словац. Slovenská národná galéria, SNG) — сеть галерей в Словакии, крупнейший музей словацкого искусства. Штаб-квартира находится в Братиславе.
Учреждена 29 июля 1949 года. В Братиславе расположена во дворце Эстерхази и в здании Водные казармы (словац. Vodné kasárne), примыкающих друг к другу. В 1950-е годы дворец Эстерхази был перестроен специально для галереи, а в 1970-е годы расширен.
Галерея также имеет отделения за пределами Братиславы: в Зволенском замке, в замке Стражки (Спишска-Бела), в Ружомбероке и в Пезинке.
В собрание входят словацкие картины, скульптуры, графика и изделия декоративно-прикладного искусства.